# Pia Sandvik
Pia Marlen Sandvik, tidigare Sandvik Wiklund, född 11 juli 1964 i Ludvika församling, är en svensk företagsledare och tidigare ämbetsman.
Pia Sandvik är utbildad civilingenjör och disputerade 1997 på en avhandling i kvalitetsteknik, Contributions to the Industrial Use of Design of Experiments, vid Linköpings universitet. Hon blev docent i kvalitetsteknik vid Luleå tekniska universitet 2002. 
Efter tre år som prorektor vid Mittuniversitetet, i Östersund var hon 2005–2009 rektor för Luleå tekniska universitet. Från 2009 var hon länsråd vid Jämtlands läns länsstyrelse.
Från oktober 2010 var Pia Sandvik VD för Länsförsäkringar Jämtland. Hon har också varit styrelseordförande i Rise, statens ägarbolag för svenska forskningsinstitut. I samband med att Rise under 2016 konsoliderades till ett större forskningsinstitut, blev Pia Sandvik VD för den nya sammanslagna institutskoncernen.
Den 22 september 2023 tillträdde Pia Sandvik som VD för Teknikföretagen.